# Barrage d'Émosson
Le barrage d'Émosson est un barrage de type voûte à vocation hydroélectrique situé en Suisse dans le canton du Valais.
C'est un élément central de deux aménagements hydroélectriques : l'aménagement hydroélectrique d'Émosson, mis en service en 1975, dans le cadre duquel le barrage a été construit, et la centrale souterraine du Nant de Drance, installation de pompage-turbinage qui le relie au barrage du Vieux Émosson.

## Géographie

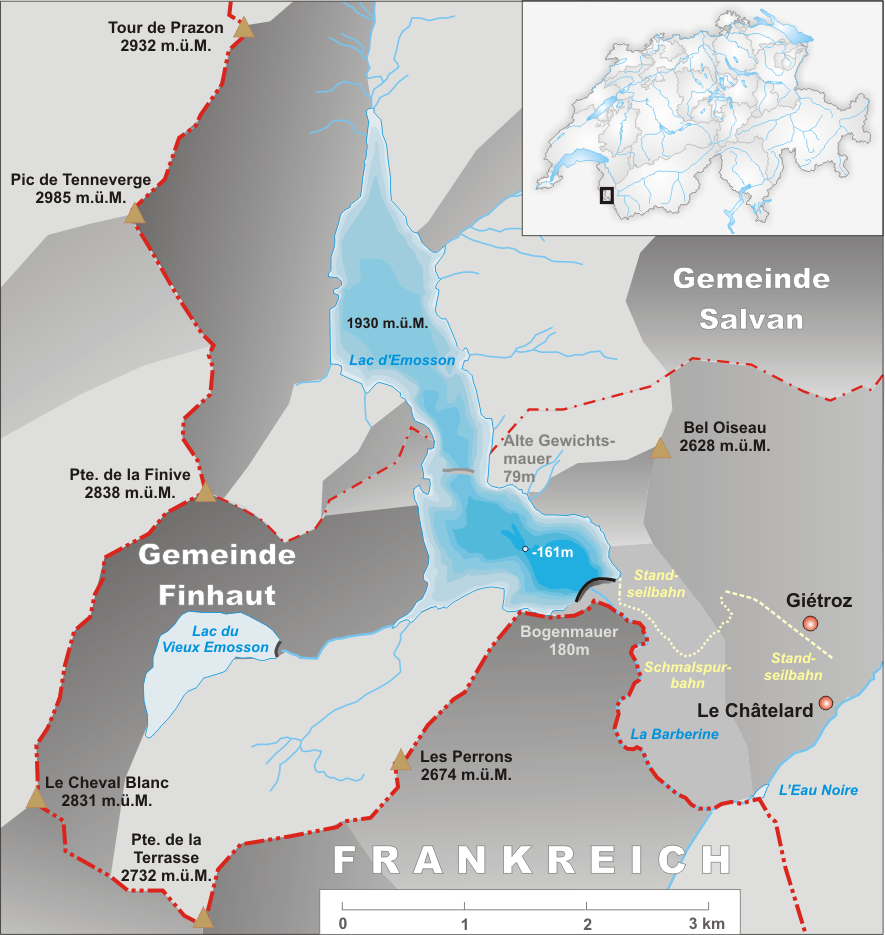
Carte du lac d'Émosson

Le barrage se trouve dans le canton du Valais sur la commune de Finhaut, sur la rive gauche du Rhône au-dessus de Martigny. Fermant le cirque d'Émosson. Le lac d'Emosson est situé sur le territoire des communes de Salvan et Finhaut. Le barrage d'Émosson est le troisième plus haut barrage de Suisse après celui de la Grande-Dixence et celui de Mauvoisin. En amont du barrage d'Emosson se trouve le barrage du Vieux Émosson à 2 205 m d'altitude construit par les CFF en 1955.
Le barrage bloque le torrent de Barberine, formant ainsi le lac d'Émosson. Ce dernier a une superficie de 3,27 km2, une profondeur maximale de 161 mètres et une profondeur moyenne de 69 mètres pour un total de 227 millions de m3 d'eau.

## Aménagements liés
Le Barrage d'Émosson sert actuellement à deux aménagements relativement indépendants :

### Aménagement hydroélectrique d'Émosson
Le barrage d'Émosson est construit comme élément central de l'aménagement hydroélectrique d'Émosson, pour lequel il capte les eaux de son bassin versant naturel du cirque d'Émosson, mais surtout il fait office de stockage pour les eaux rapportés par plusieurs collecteurs qui rassemblent des eaux captées sur le territoire français et le territoire suisse, eaux turbinées ensuite en deux marches à Vallorcine et à Martigny aux périodes où l'électricité est la mieux valorisée.

### Station de pompage-turbinage du Nant de Drance
(mai 2023).
Le barrage est ensuite employé comme bassin inférieur d'une centrale de pompage-turbinage dont le bassin supérieur est le barrage du Vieux Émosson : la centrale souterraine du Nant de Drance.
Ce projet est lancé par Alpiq et les CFF en 2009 : il s'agit de construire une station souterraine de pompage et turbinage entre le Vieux-Émosson et Émosson, sur le Nant de Drance. L'eau sera pompée du lac d'Émosson vers le lac du Vieux-Émosson pendant les périodes de faible consommation électrique (nuit et week-end) ; elle sera turbinée en sens inverse au moment des pointes de consommation. Le projet initial prévoyait que quatre turbines fournissent une puissance totale de 600 MW. Les Forces Motrices Valaisannes participent également au projet, à hauteur de 10 %. Le groupe Alstom fournit la turbine à vitesse variable, elle sera livrée d’ici à 2017. Les travaux commencent en décembre 2008 et étaient prévus initialement durer 7 ans. La cérémonie officielle a eu lieu le 30 juin 2009.
En avril 2011, les autorisations administratives en vue de l'adoption d'une variante Nant de Dranse+ sont obtenues. Cette variante porte la puissance totale de 600 à 900 MW par l'adjonction de deux turbines supplémentaires, avec une modification de la concession autorisant un rehaussement du barrage du Vieux-Émosson de 45 à 67 mètres. Cette modification porte aussi le volume de retenue de 13,5 millions de m3 à 25 millions de m3, avec un faible impact sur l’environnement. Les trois partenaires au projet (Alpiq, les CFF et les Forces motrices valaisannes) se donnent quelques mois supplémentaires pour valider la faisabilité technique et financière. La décision est emportée au mois de juin 2011 et les travaux préparatoires au rehaussement du barrage du Vieux-Émosson commencent immédiatement, alors que s'est tout juste achevé le percement des galeries.

## Histoire

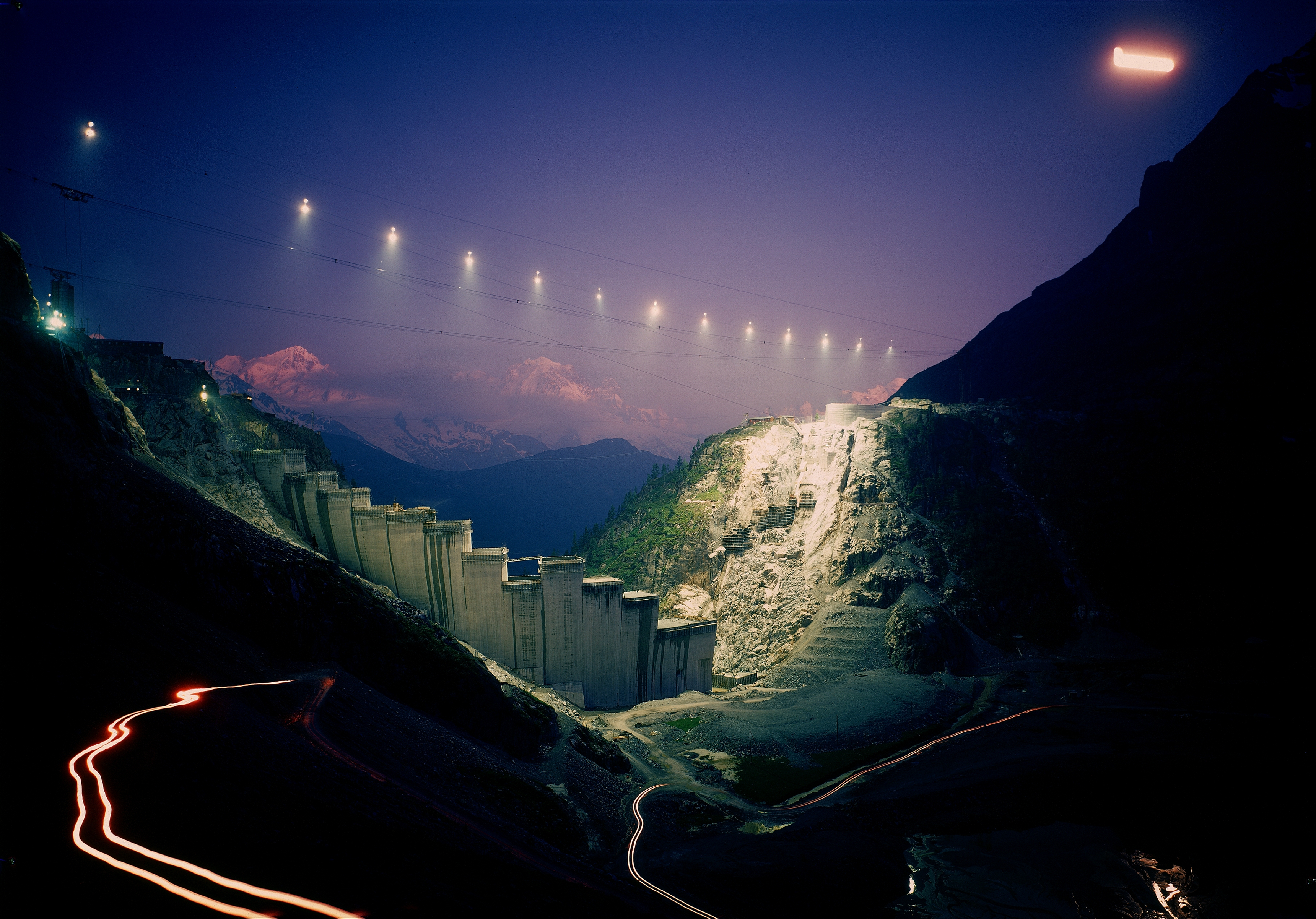
Pendant la construction du barrage d'Émosson. Octobre 1971.

La société Électricité d'Émosson SA a été créée en 1954 afin de construire le barrage. L'aménagement est franco-suisse, en raison de la provenance des capitaux, des lieux de pompage de l'eau ainsi que des différentes usines. La construction est décidée en avril 1967. Auparavant, il a fallu procéder à une modification de frontière afin que l'ouvrage se trouve intégralement sur territoire suisse. En effet, la frontière aurait coupé le barrage en deux. Les communes concernées ont donc procédé à un échange de territoires, avalisé en 1963. Les travaux commencèrent en 1967, et la mise en service eut lieu en 1975, soit huit ans plus tard. Sur le cours du torrent de Barberine il y avait déjà un premier barrage, le barrage de Barberine, propriété des Chemins de fer fédéraux, dont il fallut obtenir l'autorisation afin d'immerger le premier ouvrage dans le lac de retenue du nouvel édifice.

## Cyclisme
La montée au barrage d'Émosson (ou col de la Gueulaz), sur le site, a été classée hors-catégorie et a servi d'arrivée à la 7e étape du critérium du Dauphiné Libéré 2014. Lieuwe Westra réussit à s'extirper de son groupe d'échappés pour l'emporter. Aussi, Alberto Contador attaqua à 2 km de l'arrivée et réussit à prendre 20 secondes à Christopher Froome, et ainsi endosser provisoirement le maillot jaune.
Une arrivée au lac d'Émosson a été organisée sur le tour de France 2016 lors de la 17e étape. Ilnur Zakarin s'imposait en échappée tandis que Christopher Froome consolidait son maillot jaune, ayant suivi une accélération de Richie Porte dans les deux derniers kilomètres.